# طالب النقيب

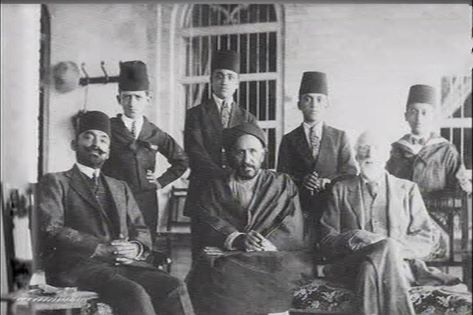
خزعل الكعبي مع طالب النقيب في عام 1920م

طالب النقيب (28 شباط/فبراير 1871 - 16 حزيران/يونيو 1929)، سياسي عراقي، من قبيلة الرفاعي القرشية الهاشمية. كان أحد أهم المرشحين لعرش العراق، وأحد مؤسسي الدولة العراقية الحديثة، وأول وزير داخلية فيها.

## سيرته
هو طالب باشا ابن السيد رجب بن السيد محمد سعيد بن طالب بن درويش الرفاعي الحسيني، وكانت أسرته تتولى نقابة أشراف البصرة آنذاك وتنتسب إلى قبيلة الرفاعي القرشية الهاشمية.
ولد طالب النقيب، في البصرة بتاريخ 7 ذي الحجة 1287 ه‍ الموافق 28 شباط 1871 ودرس القرآن والعلوم واللغة العربية على يد معلمين خصوصين. ثم تعلم اللغات التركية والفارسية والإنكليزية وشيئا من اللغة الهندية. وكان نبها وجريئا بشكل فائق وكان ولعا بالمجازفة والمغامرة، ولقد عرف عنه انفاقه المال بسخاء على الفقراء والمساكين، وفي عام 1901 عُيِّن متصرفا للواء الإحساء في نجد وأنعم عليه بالوسام العثماني من الدرجة الأولى، ومن ثم برتبة بالا الرفيعة الشأن. ولقد استقال من المتصرفية بعد سنتين ثم عاد إلى الآستانة فعُيِّن عضوا بالقسم المدني من ديوان شورى الدولة العثمانية، واستقر في منصبهِ حتى إعلان العمل في الدستور عام 1908 حيث انتخب عضوا في مجلس المبعوثان العثماني وأُعيد انتخابه في الأعوام 1912 و 1914م.
وفي 6 آب 1909 تأسس الحزب الحر المعتدل وكان من مؤسسيه الذين من ضمنهم: سليمان فيضي وسيد إسماعيل عبد الله السامرائي وعبد الكريم السامرائي وعبد الوهاب وعبد العزيز وعبد المحسن الطباطبائي وعقد المؤسسون ومئات الرجال في البصرة اجتماعا انتهى بتشكيل حزب وانتخاب هيئته الإدارية التي تكونت منهُ رئيسا والحاج محمود باشا عبد الواحد رئيسا ثانيا والشيخ عبد الله باش أعيان نائبا للرئيس وسليمان فيضي أمينا عاما والسيد عبد الوهاب الطباطبائي سكرتيرا والحاج محمود المعتوق النعمة أمينا للصندوق وأحمد الصائغ وعبد اللطيف المنديل والحاج طه السلمان والحاج محمود أحمد النعمة أعضاء، ولقد أسس فرعا لحزب الحرية والائتلاف المعارض لحزب الاتحاد والترقي في 6 آب 1911، وأصدر جريدة أصبحت  لسان حال الحزب التي صدرت في 9 كانون الثاني 1912. وبعد فوزهِ بستة مقاعد في مجلس المبعوثان عام 1914م، طالب بحقوق العرب في الحكم والمساهمة في الوظائف العامة وإقامة نظام لا مركزي في إدارة شؤونهم ومتابعة قضاياهم ولكنه اعتقل عند دخول القوات البريطانية إلى البصرة عام 1914 ابان الحرب العالمية الأولى، وبعدها نفي إلى جزيرة بومباي نظرا لمعارضته للاحتلال الإنكليزي، إذ قضى في منفاه خمس سنوات، عاد بعدها إلى البصرة فتزامنت مع عودته اندلاع ثورة العشرين في العراق، فكان غير محبذا لقيامها، إذ كان من دعاة تحقيق الغايات السياسية عن طريق الطرق السلمية لا سيما إذا كان الصراع غير متكافئ بين الطرفيين. فأصبح أول وزير للداخلية في تأريخ العراق في أول حكومة عراقية انتقالية برئاسة عبد الرحمن الكيلاني النقيب من 27 تشرين الأول 1920 ولغاية 2 آب 1921، وكان مرشحا قويا لتولي عرش العراق إلا أن بريطانيا أدركت حيال ذلك بأنه ليس رجلها الموعود، لانه رجل قوي الشخصية ويشكل خطر عليها مما أدى ببريطانيا إلى انهاء دوره السياسي وارسالهِ منفياً خارج العراق لإبعاده عن منافسة الملك فيصل الأول، ولم يرجع للعراق الا في 1 أيار 1925 بعد أن قضى 4 سنوات في المنفى وبعد أن قوى ساعد الملك فيصل في الحكم، وضل بعد عودته مقيماً في قصرهِ في منطقة السبيليات في أبي الخصيب في البصرة، وأوكل عملية الأشراف على أملاكه للحاج مرجان الريحاني وهو من كبار ملاكي الأراضي في البصرة وظل مشرفاً على أملاكه ومصالحهِ التجارية حتى مرضهِ حيث سافر إلى مدينة ميونخ بألمانيا للعلاج فاجريت لهُ عملية جراحية وتوفي على إثرها في 16 حزيران 1929م، ونقل جثمانه إلى مدينة البصرة ودفن في مقبرة الحسن البصري بمدينة الزبير، ومن الجدير بالذكر أنه هو جد الشيخ ناصر المحمد الأحمد الصباح رئيس مجلس الوزراء الكويتي بالفترة من 7 شباط 2006 إلى 30 تشرين الثاني 2011 من إبنته نسيمة.